# Ernst Meyer (Pädagoge)
Ernst Meyer (* 10. Juli 1920 in Worms; † 5. Juni 2007 in Schriesheim) war ein deutscher Pädagoge und Professor für Erziehungswissenschaft bzw. Pädagogik an der Pädagogischen Hochschule in Heidelberg.

## Leben und Leistungen
Ernst Meyer, geboren als Sohn von Margarete Meyer, geborene Lob, und des Monteurs Ernst Meyer in Worms am Rhein, besuchte die Pädagogische Akademie Neuenahr, studierte Pädagogik und Psychologie an den Universitäten in Frankfurt am Main und Mainz und wurde zum Doktor der Philosophie promoviert. Von 1946 bis 1957 war er Lehrer an Volks- und Versuchsschulen. Von 1949 bis 1954 war er Dozent an der Pädagogischen Hochschule in Worms, von 1956 bis 1958 Leiter des Lehrerfortbildungswerks Rheinhessen. Nach zwölf Jahren Tätigkeit in Schule und Lehrerfortbildung begann er, wissenschaftlich-schriftstellerisch zu arbeiten, auch als Herausgeber von pädagogischen Schriftenreihen und Zeitschriften. 1958 wurde er Leiter der schulpraktischen Ausbildung an der Pädagogischen Akademie Worms, 1960 Professor für Schulpädagogik an der Pädagogischen Hochschule Berlin und 1961 Professor für Pädagogik und Leiter der Schulpädagogischen Ausbildung an der Forschungsstelle Didaktik und Hochschulinternes Fernsehen der Pädagogischen Hochschule in Heidelberg. Das Buch, das ihn nach 1954 bekannt machte, ist Gruppenunterricht. Grundlegung und Beispiele. Dieser in der Pionierzeit einer neuen Pädagogik entstandene Klassiker wird von Pädagogen in die großen aufklärerischen Texte der Schulpädagogik eingereiht.
Im Jahr 1968 wurde er Vizepräsident, 1983 dann Präsident des Weltbundes für Erneuerung der Erziehung (deutschsprachige Sektion). 1972 wurde Meyer zum Präsidenten der International Society for Group Activity in Education ernannt, 1973 trat er in den Vorstand der in Stockholm ansässigen Internationalen Gesellschaft für Gruppenarbeit in der Erziehung ein, deren Ehrenvorstand er 1995 wurde, 1974 übernahm er die wissenschaftliche Leitung des Europäischen Pädagogischen Symposions Oberinntal (EPSO).
Ernst Meyer war evangelisch, ab 1947 mit Trude Meyer, geborene Heintz, verheiratet und hatte drei Kinder (Gerhard, Ursula und Irmtraud). Er lebte und starb in Schriesheim.

## Schriften (Auswahl)
- Offene Schultür – Zeitnahe Unterrichtsarbeit. Lehrerhandbuch. 1957.
- Unterrichtsvorbereitung in Beispielen. 16. Auflage 1973.
- Sozialerziehung und Gruppenunterricht – international gesehen. 1963.
- Fernsehen in der Lehrerbildung. 1966
- Schulpraktikum. 4. Auflage 1973.
- Gruppenunterricht. Grundlegung und Beispiel. Lehrerhandbuch. 7. Auflage 1975; neuere Auflage: Schneider, Hohengehren 1996, ISBN 3-871-16853-X.
- Handbuch Gruppenpädagogik, Gruppendynamik. Quelle & Meyer, Heidelberg 1977.
- Europäisches Pädagogisches Symposion. 5 Bände. 1977–1979.
- Unterrichtsthema Angst. 1978.
- Trainingshilfen zum Gruppenunterricht. 1981.
- Kinder und Jugendliche in seelischer Not. 1982.